# Kotys
Kotys var en betydande gudinna inom thrakisk mytologi, som var föremål för den nattliga orgiastiska festivalen Cotyttia.  Korys identifierades av grekerna med Persefone. Hon dyrkades även i Grekland, särskilt i Korinth. 